# Polycarena aemulans
Polycarena aemulans är en flenörtsväxtart som beskrevs av O.M. Hilliard. Polycarena aemulans ingår i släktet Polycarena och familjen flenörtsväxter. Inga underarter finns listade i Catalogue of Life.